# Jan Polak Karnkowski
Jan Karnkowski herbu Junosza (ur. 1428, zm. 1503) – hetman wojsk zaciężnych, starosta generalny głogowski, chorąży bydgoski w latach 1486–1497, kasztelan gnieźnieński w 1502 roku, kasztelan lędzki w 1501 roku, burgrabia zamku krakowskiego w 1501 roku, starosta Międzyrzecza w latach 1498–1502-(1503).
Był synem rajcy krakowskiego i rotmistrza królewskiego Jana z Druszny. W 1485 r. został hetmanem wojsk zaciężnych i walczył w Mołdawii. Początkowo służył w Niemczech w wojskach cesarskich. W 1479 został dowódcą liczącej 1200 piechoty i 1000 kawalerii rotmistrzem obrony potocznej. W 1485 jako hetman wojsk zaciężnych posiłkował z 3000 jazdy wyprawę hospodara mołdawskiego Stefana przeciwko Turkom. 16 listopada 1485 odniósł zwycięstwo w bitwie nad jeziorem Katlabuga. W 1490 stanął na czele wyprawy królewicza Jana Olbrachta po koronę węgierską i rozpoczął oblężenie Koszyc. Gdy w ramach rekompensaty od swojego brata króla węgierskiego Władysława Jagiellończyka Olbracht uzyskał w zarząd księstwo głogowskie, uczynił Karnkowskiego swoim starostą generalnym. W 1497 uczestniczył w nieudanej wyprawie Olbrachta na Pokucie. W 1500 został hetmanem wojsk zaciężnych, werbowanych w Polsce przez wielkiego księcia litewskiego Aleksandra Jagiellończyka na wojnę z Moskwą. Wraz z wojskami litewskimi Stanisława Kieżgajły brał udział w odsieczy Smoleńska i Połocka. W 1501 został burgrabią krakowskim, w 1502 kasztelanem gnieźnieńskim.